# Джон Тейлор (мормон)
Джон Тейлор (англ. John Taylor) (нар. 1 листопада 1808, Мілнторп, Англія — † 25 липня 1887, Кейсвілл, Територія Юта, США) — третій Пророк і Президент Церкви Ісуса Христа Святих останніх днів.

## Життєпис
Спочатку навчився ремеслу тесляра. У юності приєднався до методистів, де став проповідником. У 1832 Тейлор переїхав в Канаду, де познайомився з Леонорою Кенон, яка стала його дружиною. Незабаром вони обидвоє приєдналися до новоявленого мормонського руху і в 1836 році хрестилися в цій релігійній групі.
У 1837 році Тейлор з дружиною переїхав до Фар-вест, штат Міссурі. 19 грудня 1838 він був посвячений в апостоли. Деякий час працював місіонером в Англії та Ірландії. Після повернення в США Тейлор поселяється в мормонській колонії Наву, де служив членом міської ради, капеланом, редактором газети і суддею. У 1844 році перебував разом з Джозефом Смітом і його братом Гайрумом у в'язниці міста Картідж, коли натовп захопив будівлю і вбив першого пророка мормонів. Сам Тейлор був тоді тяжко поранений.
У 1847 році він очолював одну з груп мормонів, які переселялися на Захід в Юту. У 1849 році Тейлор отримав американське громадянство, після чого знову поїхав займатися місіонерською діяльністю в Європу. Після повернення в США служив у законодавчих зборах Території Юта, яке очолював з 1856 по 1876 рік.
З 1875 року Джон Тейлор очолював кворум дванадцятьох апостолів, а після смерті в 1877 році Бригама Янґа фактично став головою мормонів. У 1880 році Тейлор став третім президентом Церкви Ісуса Христа Святих останніх днів, яким і був до своєї смерті від серцевої недостатності в 1887 році.

## Приватне життя
Тейлор слідував правилам мормонів щодо полігамії, був одружений з сімома жінками і мав від шлюбів з ними 34 нащадки.